# Крол
Крол (фр. Crolles) насеље је и општина у источној Француској у региону Рона-Алпи, у департману Изер која припада префектури Гренобл.
По подацима из 2011. године у општини је живело 8344 становника, а густина насељености је износила 587,61 становника/km². Општина се простире на површини од 14 km². Налази се на средњој надморској висини од 245 метара (максималној 1.000 m, а минималној 219 m).

## Демографија
| 1962. | 1968. | 1975. | 1982. | 1990. | 1999. | 2011. |
| ----- | ----- | ----- | ----- | ----- | ----- | ----- |
| 1.548 | 1.723 | 2.102 | 3.492 | 5.829 | 8.260 | 8.344 |

График промене броја становника у току последњих година